# توبوليف تو-16
توبوليف تي يو - 16(بالإنجليزية: Tupolev Tu-16)‏، هي قاذفة قنابل نفاثة ثنائية المحرك كانت تستخدم من قبل الاتحاد السوفيتي لمدة 50 عاما ولا تزال مستخدمة لدى القوات الجوية الصينية ولقد تم تصنيع قرابة 1509  طائرة من هذا النوع وصدرت لعدة دول كمصر وجورجيا والصين والعراق ودول أخرى.

## المستخدمون
- القوات الجوية السوفيتية
- سلاح جو جيش التحرير الشعبي الصيني
- القوات الجوية المصرية
- القوة الجوية العراقية

## المواصفات
في اواخر الاربعينات سعى الاتحاد السوفيتي جاهدا للتوازن مع قدرات الولايات المتحدة في مجال القاذفات الاسترتيجية، القاذفة الاستراتيجية الوحيدة لدى الاتحاد السوفيتي انذاك هي التوبوليف -14 (tu-14)المعروفة لدى المصادر الغربية ب الثور (Bull) وهي نسخة من القاذفة الأمريكية بي 29(B-29) وادى تطوير محركات (turbo jet Mikulin A-3) النفاثة إلى امكانية صناعة قاذفة نفاثة طويلة المدى.
بدأ مكتب توبوليف بصناعة النسخة التجريبية لطائرة (TU-88) في عام 1950 , وأول تحليق للطائرة كان 27 أبريل/ نيسان 1952 .وبعد ان نجحت في المنافسة مقابل اليوشن أي ال 46 (Ilyshin Il-46)استحصلت الموافقة للشروع بالإنتاج في كانون الأول / ديسمبر 1952 .دخلت اولى القاذفات المنتجة الخدمة في تشكيلات الطيران الامامي عام 1954, وسميت عند دخولها الخدمة تي يو 16 (TU-16), بينما أطلق عليها حلف الناتو اسم بادجر أي (Badger-A).
امتلكت الطائرة اجنحة كبيرة مقوسة مع محركين نفاثين كبيرين من نوع (Mikulin AM-3) مثبتة في جذور الجناح وهي قادرة على حمل سلاح تقليدي من نوع القنبلة العملاقة (FAB)زنة 9 طن أو أنواع متعددة من الاسلحة النووية لمدى يصل إلى 4800 كلم.
رغم ان القاذفة TU-16 بدأت كقاذفة تطير بارتفاعات عالية وتسقط القنابل بالسقوط الحر الا انها وفي منتصف 1950 جهزت لتحمل أول صاروخ كروز سوفيتي، حيث أنتجت نسخة TU-16 المسماة (TU-16ks-1)أو (Badger-B)لتستطيع حمل صواريخ كروز من نوع (AS-1)لمدى قتالي يصل إلى 1800 كلم، وهذه الصوارخ الكبيرة جهزت بروؤس نووية وتقليدية ويبلغ مداها 140 كلم واعدت اساسا لتستخدم ضد حاملات الطائرات الأمريكية وسفن السطح الكبيرة الأخرى.بالنتيجة TU-16 تحولت لاحقا لحمل قنابل أكثر تطورا كما تغير تصميمها عدة مرات.

## وصلات خارجية
- - موقع الأمن العالمي
- http://www.fas.org/nuke/guide/russia/bomber/tu-16.htm